# Phillip Rastelli
Phillip "Rusty" Rastelli (31 ianuarie 1918, Maspeth, Queens - 24 iulie 1991) a fost un mafiot din New York, fost șef al familiei Bonanno. 
1. ↑  Philip Rastelli, Find a Grave, accesat în 9 octombrie 2017